# Пропорція (математика)

Приклад пропорції

Пропо́рція (від лат. proportio — рівняю) — в математиці рівність двох відношень.

Записується як:

{\displaystyle a:b=c:d}
або як:

{\displaystyle {\frac {a}{b}}={\frac {c}{d}}}
І читається: «a відноситься до b так само, як c відноситься до d».

У пропорції всі члени натуральні. Члени a та d називають крайніми членами пропорції, а b та c — середніми.

## Властивості пропорції

### Основна властивість
У пропорції добуток крайніх членів дорівнює добутку середніх членів.

Якщо Неможливо розібрати вираз (SVG (MathML можна ввімкнути через плагін браузера): Недійсна відповідь («Math extension cannot connect to Restbase.») від сервера «http://localhost:6011/uk.wikipedia.org/v1/»:): {\displaystyle \frac {a}{b}=\frac {c}{d}}
, то {\displaystyle ad=bc}

Наприклад, 
{\displaystyle {\frac {3}{20}}={\frac {6}{40}}}
{\displaystyle 3\times 40=20\times 6=120}

### Властивість обернення
У пропорції, якщо переставити місцем перший крайній член із першим середнім членом, а другий середній — із другим крайнім, то знову вийде пропорція.

Якщо {\displaystyle {\frac {a}{b}}={\frac {c}{d}}}, то {\displaystyle {\frac {b}{a}}={\frac {d}{c}}} 

Наприклад, {\displaystyle {\frac {4}{12}}={\frac {20}{60}}}

{\displaystyle {\frac {12}{4}}={\frac {60}{20}}}
Перевіримо основною властивостю:
{\displaystyle 12\times 20=4\times 60=240}

### Властивість переставляння
У пропорції, якщо поміняти місцями крайні або середні члени, або і ті і ті, знову вийде пропорція.

Якщо {\displaystyle {\frac {a}{b}}={\frac {c}{d}}}, то {\displaystyle {\frac {d}{b}}={\frac {c}{a}}}, {\displaystyle {\frac {a}{c}}={\frac {b}{d}}}, :{\displaystyle {\frac {d}{c}}={\frac {b}{a}}}

Наприклад, {\displaystyle {\frac {5}{6}}={\frac {30}{36}}}

{\displaystyle {\frac {36}{6}}={\frac {30}{5}}}
{\displaystyle {\frac {5}{30}}={\frac {6}{36}}}
{\displaystyle {\frac {36}{30}}={\frac {6}{5}}}
Перевірімо:
{\displaystyle 36\times 5=6\times 30=5\times 36=30\times 6=36\times 5=30\times 6=180}

### Властивості додавання і віднімання

#### Властивість додавання
У пропорції сума першого і другого членів відноситься до першого або другого члена так само, як сума третього і четвертого членів відноситься до третього або четвертого члена.

Якщо {\displaystyle {\frac {a}{b}}={\frac {c}{d}}}, то {\displaystyle {\frac {a+b}{a}}={\frac {c+d}{c}}}, {\displaystyle {\frac {a+b}{b}}={\frac {c+d}{d}}}

Наприклад:
{\displaystyle {\frac {5}{10}}={\frac {30}{60}}}
{\displaystyle {\frac {5+10}{5}}={\frac {30+60}{30}}={\frac {15}{5}}={\frac {90}{30}}}
{\displaystyle {\frac {5+10}{10}}={\frac {30+60}{60}}={\frac {15}{10}}={\frac {90}{60}}}
Перевірімо:
{\displaystyle 15\times 30=5\times 90=450}
{\displaystyle 15\times 60=10\times 90=900}

#### Властивість віднімання
У пропорції, якщо перший член більший за другий (і тому третій член більший за четвертий) різниця першого і другого членів відноситься до першого або другого члена так само, як різниця третього і четвертого членів відноситься до третього або четвертого члена.

Якщо {\displaystyle {\frac {a}{b}}={\frac {c}{d}}} (де {\displaystyle a>b} і {\displaystyle c>d}), то {\displaystyle {\frac {a-b}{a}}={\frac {c-d}{c}}}, :{\displaystyle {\frac {a-b}{b}}={\frac {c-d}{d}}}

Наприклад:
{\displaystyle {\frac {50}{15}}={\frac {10}{3}}}
{\displaystyle {\frac {50-15}{50}}={\frac {10-3}{10}}={\frac {35}{50}}={\frac {7}{10}}}
{\displaystyle {\frac {50-15}{15}}={\frac {10-3}{3}}={\frac {35}{15}}={\frac {7}{3}}}
Перевірмо:
{\displaystyle 35\times 10=50\times 7=350}
{\displaystyle 35\times 3=15\times 7=105}

## Знаходження членів пропорції

### Невідомий крайній
Щоб знайти невідомий крайній, достатньо поділити добуток середніх членів на відомий крайній.

Якщо {\displaystyle {\frac {x}{a}}={\frac {b}{c}}}, то {\displaystyle x={\frac {ab}{c}}}

Наприклад:
{\displaystyle {\frac {x}{6}}={\frac {30}{90}}}
{\displaystyle x={\frac {6\times 30}{90}}={\frac {180}{90}}=2}

### Невідомий середній
Щоб знайти невідомий середній, достатньо добуток крайніх членів поділити на відомий середній.

Якщо {\displaystyle {\frac {a}{x}}={\frac {b}{c}}}, то {\displaystyle x={\frac {ac}{b}}}

Наприклад:
{\displaystyle {\frac {15}{x}}={\frac {30}{10}}}
{\displaystyle x={\frac {15\times 10}{30}}={\frac {150}{30}}=5}

### Невідомий середній, якщо середні члени однакові
Щоб знайти невідомий середній, якщо середні члени однакові, достатньо знайти квадратний корінь добутку крайніх членів.

Якщо {\displaystyle {\frac {a}{x}}={\frac {x}{b}}}
, то {\displaystyle x={\sqrt {ab}}}

Наприклад:
{\displaystyle {\frac {6}{x}}={\frac {x}{600}}}
{\displaystyle x={\sqrt {6\times 600}}={\sqrt {3600}}=60}

## Як знаходити невідомі середній і крайній

### Як знаходити невідомі середній і крайній, знаючи суму відомих середнього і крайнього
Достатньо додати відомі члени, потім знайти такі числа, до якого сума невідомих членів відноситься так само, як сума відомих членів до кожного з них:

Якщо {\displaystyle {\frac {a}{b}}={\frac {x}{y}}}, то:
- {\displaystyle x={\frac {(x+y)a}{a+b}}}
- {\displaystyle y={\frac {(x+y)b}{a+b}}}

Наприклад:
{\displaystyle {\frac {10}{12}}={\frac {x}{y}}}, де {\displaystyle x+y=66}
{\displaystyle 10+12=22}
{\displaystyle x={\frac {66\times 10}{22}}={\frac {660}{22}}=30}
{\displaystyle y={\frac {66\times 12}{22}}={\frac {792}{22}}=36}

### Як знаходити невідомі середній і крайній, знаючи різницю відомих середнього і крайнього
Достатньо відняти відомі члени, потім знайти такі числа, до якого різниці невідомих членів відноситься так само, як різниця відомих членів до кожного з них:

Якщо {\displaystyle {\frac {a}{b}}={\frac {x}{y}}}, то:
- {\displaystyle x={\frac {(x-y)a}{a-b}}}
- {\displaystyle y={\frac {(x-y)b}{a-b}}}

Наприклад:
{\displaystyle {\frac {15}{9}}={\frac {x}{y}}}, де {\displaystyle x-y=12}
{\displaystyle 15-9=6}
{\displaystyle x={\frac {12\times 15}{6}}={\frac {180}{6}}=30}
{\displaystyle y={\frac {12\times 9}{6}}={\frac {108}{6}}=18}

## Пропорційні величини

### Прямо пропорційні величини
Уявімо, що ми купили 1 кг яблук і заплатили 8 грн. Якщо ми купимо 2 кг, то заплатимо 16 грн., якщо 3 — то 24 грн. і т. д.

Маса наших яблук завжди так само відноситься до кошту.
Якщо поїзд рухається зі швидкостю 30 км/год, то за 2 години він проїде 60 км, за 3 — 90 км і т. д.
Маса яблук і кошт, або час, за який рухається поїзд, називають прямо пропорційними величинами. Взагалі, дві величини прямо пропорційні, коли, якщо збільшити або зменшити в певну кількість раз першу, то друга збільшується або зменшується в стільки раз, тобто ці величини можна записати як
{\displaystyle x=ky}
де k — коефіцієнт пропорційності.

### Обернено пропорційні величини
Очевидно, що чим більше людей думають про те, щоб прибрати в будинку, тим менше часу треба буде. Якщо самому треба 10 год, то вдвох — 5 год, в трьох — 31/3 год і т. д.
Кількість людей, які прибирають, і час, — обернено пропорційні величини. Дві величини обернено пропорційні, якщо, коли помножити на якесь число першу, то друга помножиться на обернений дріб.